# دونالد بيلون
دونالد بيلون هو ممثل كندي، ولد في 12 أبريل 1938 بمونتريال في كندا.

## وصلات خارجية
- دونالد بيلون على موقع IMDb (الإنجليزية)
- دونالد بيلون على موقع ألو سيني (الفرنسية)
- دونالد بيلون على موقع أول موفي (الإنجليزية)
- دونالد بيلون على موقع قاعدة بيانات الأفلام السويدية (السويدية)
- دونالد بيلون على موقع قاعدة بيانات الفيلم (الإنجليزية)
- دونالد بيلون على موقع كينوبويسك (الروسية)